# Góra Świętego Jana w Mikluszowicach
Góra św. Jana – niewielkie wzniesienie na lewym brzegu rzeki Raby w miejscowości Mikluszowice. Przypuszcza się, że w tym właśnie miejscu, prawdopodobnie już od XII wieku, stały po sobie kolejno trzy kościoły, które zostały zniszczone w wyniku pożarów. Ostatecznie kościół, istniejący do dziś, wzniesiono w zupełnie innym miejscu w latach 1859-1863, zaś na Górze św, Jana postawiono jedynie niewielką drewnianą kaplicę. Na wzniesieniu znajduje się też wiekowa lipa, będąca pomnikiem przyrody.
Góra św. Jana po licznych badaniach archeologicznych została wpisana do rejestru zabytków nieruchomych jako grodzisko.